# Collell (Sant Pere de Torelló)
Collell és una masia de Sant Pere de Torelló (Osona) protegida com a Bé Cultural d'Interès Local.

## Descripció
Edifici civil. Masia de planta rectangular, construïda sobre el desnivell el terreny dfe manera que a migdia (part de la façana) consta de planta baixa, pis i golfes i la part de tramuntana té el portal a nivell del primer pis. És coberta a dues vessants i amb el carener perpendicular a les dues façanes. La vessant de llevant és més prolongada que l'altra i ubica un cos de galeries, tapades per dependències agrícoles de construcció recent.
És construïda amb pedra i morter, la part superior és de tàpia. Els elements de ressalt són de pedra picada i els de nova construcció de totxo.
L'estat de conservació és mitjà.

## Història
La documentació del mas es remunta al segle xiii. Es troba al terme de l'antic nucli de la Vola i a pocs metres de l'església de Sant Andreu de la Vola. La vella demarcació d'aquest indret és coneguda des del 923 i la parròquia, encara que fos més antiga, se sap que fou dotada de nou i renovada l'any 1031. Aquest terme, junt amb el de Curull s'annexionaren a Masies de Torelló l'any 1920 i al 1926 s'uniren amb Sant Pere, constituint el nucli actual.
Es troba registrat al fogatge de la parròquia i terme de la Vola i el Curull de l'any 1553. aleshores habitava el mas ANTONI JOAN COLLELL. Fou ampliat i reformat, segons les dades constructives, al segle xviii.
Actualment és un dels pocs masos habitats permanentment del terme.
-finestra primer pis, façana de migdia: 1728
-portal de migdia: 1740